# Championnat du Nigeria de football 2020-2021
Navigation
Saison précédente Saison suivante
La saison 2020-2021 du Championnat du Nigeria de football est la trente-et-unième édition de la première division professionnelle au Nigeria, la Premier League. Les équipes se rencontrent deux fois au cours de la saison, à domicile et à l'extérieur. Les quatre derniers sont relégués dans la National League, la deuxième division nigériane.

## Déroulement de la saison
Comme il n'y a pas eu de relégation ni de promotion la saison passée après l'interruption du championnat à cause de la pandémie de Covid-19, ce sont les mêmes équipes qui participent à cette édition.
Après plusieurs reports le championnat débute le 27 décembre 2020. À l'issue de la saison Akwa United FC remporte son premier titre de champion.

## Les clubs participants
- Abia Warriors FC
- Akwa United FC
- Plateau United
- Rivers United
- Enugu Rangers
- Enyimba FC
- Katsina United
- Heartland FC
- Ifeanyi Ubah FC
- Kano Pillars
- Lobi Stars FC
- Nasarawa United FC
- Sunshine Stars FC
- MFM FC
- Wikki Tourists
- Kwara United Football Club
- Warri Wolves Football Club
- Dakkada FC
- Jigawa Golden Stars FC
- Adamawa United Football Club

## Compétition
Le barème de points servant à établir le classement se décompose ainsi :
- Victoire : 3 points
- Match nul : 1 point
- Défaite : 0 point

### Classements
| Rang | Équipe                       | Pts | J  | G  | N  | P  | Bp | Bc | Diff |
| ---- | ---------------------------- | --- | -- | -- | -- | -- | -- | -- | ---- |
| 1    | Akwa United FC               | 71  | 38 | 19 | 14 | 5  | 53 | 24 | +29  |
| 2    | Rivers United                | 66  | 38 | 19 | 9  | 10 | 50 | 34 | +16  |
| 3    | Enyimba FC T                 | 66  | 38 | 18 | 12 | 8  | 41 | 33 | +8   |
| 4    | Kwara United Football Club   | 65  | 38 | 19 | 8  | 11 | 48 | 28 | +20  |
| 5    | Nasarawa United FC           | 65  | 38 | 20 | 5  | 13 | 55 | 38 | +17  |
| 6    | Kano Pillars                 | 64  | 38 | 19 | 7  | 12 | 38 | 29 | +9   |
| 7    | Enugu Rangers                | 62  | 38 | 18 | 8  | 12 | 43 | 31 | +12  |
| 8    | Lobi Stars FC                | 58  | 38 | 17 | 7  | 14 | 43 | 39 | +4   |
| 9    | Plateau United               | 51  | 38 | 14 | 9  | 15 | 45 | 35 | +10  |
| 10   | MFM FC                       | 51  | 38 | 13 | 12 | 13 | 34 | 25 | +9   |
| 11   | Dakkada FC                   | 50  | 38 | 15 | 5  | 18 | 37 | 47 | -10  |
| 12   | Katsina United               | 49  | 38 | 14 | 7  | 17 | 35 | 42 | -7   |
| 13   | Heartland FC                 | 48  | 38 | 13 | 9  | 16 | 43 | 50 | -7   |
| 14   | Abia Warriors FC             | 47  | 38 | 12 | 11 | 15 | 48 | 42 | +6   |
| 15   | Wikki Tourists FC            | 45  | 38 | 12 | 9  | 17 | 40 | 47 | -7   |
| 16   | Sunshine Stars FC            | 45  | 38 | 11 | 12 | 15 | 28 | 39 | -11  |
| 17   | Warri Wolves Football Club   | 41  | 38 | 11 | 8  | 19 | 30 | 45 | -15  |
| 18   | Jigawa Golden Stars FC       | 40  | 38 | 10 | 10 | 18 | 27 | 48 | -21  |
| 19   | Ifeanyi Ubah FC              | 39  | 38 | 9  | 12 | 17 | 33 | 50 | -17  |
| 20   | Adamawa United Football Club | 25  | 38 | 5  | 10 | 23 | 20 | 55 | -35  |

|  | Qualification pour la Ligue des champions de la CAF 2021-2022                            |
|  | Qualification pour la Coupe de la confédération 2021-2022                                |
|  | Relégation en National League                                                            |
|  | T : Tenant du titre C : Vainqueur de la Coupe du Nigeria P : Promu de la National League |

## Bilan de la saison
| Championnat du Nigeria de football 2020-2021 |                               |
| Champion                                     | Akwa United FC (1er titre)    |
| Coupes et trophées                           |                               |
| Vainqueur de la Coupe du Nigeria 2020-2021   | Bayelsa United Football Club  |
| Qualifications continentales                 |                               |
| Ligue des champions de la CAF 2021-2022      | Akwa United FC                |
| Ligue des champions de la CAF 2021-2022      | Rivers United                 |
| Coupe de la confédération 2021-2022          | Enyimba FC                    |
| Coupe de la confédération 2021-2022          | Bayelsa United Football Club  |
| Promotions et relégations                    |                               |
| Promus en Premier League                     | Niger Tornadoes Football Club |
| Promus en Premier League                     | Shooting Stars Sports Club    |
| Promus en Premier League                     | Remo Stars Football Club      |
| Promus en Premier League                     | Gombe United Football Club    |
| Relégués en National League                  | Warri Wolves Football Club    |
| Relégués en National League                  | Jigawa Golden Stars FC        |
| Relégués en National League                  | Ifeanyi Ubah FC               |
| Relégués en National League                  | Adamawa United Football Club  |